# Herman Lindqvist (friidrottare)
Herman Julius Lindqvist, född 9 september 1886 i Arboga, död 24 januari 1960 i Hägerstens församling i Stockholm, var en svensk sprinter. Han tävlade för AIK. Han hade svenska rekordet på 200 m åren 1905 till 1908.

## Karriär
Den 11 september 1905 slog Herman Lindqvist Harald Andersson-Arbins svenska rekord på 200 m från 1892 (26,4) med ett lopp på 23,3. Han behöll rekordet till 1908 då Knut Lindberg förbättrade det till 22,8.
På senare år arbetade Lindqvist inom administrationen av klubben och var bland annat sekreterare i styrelsen 1928–1941.